# Cusseta (Géorgie)
Pour les articles homonymes, voir Cusseta.
Cusseta est une ville de Géorgie, aux États-Unis. Il s'agit du siège du comté de Chattahoochee.

## Démographie
| 1870 | 1880 | 1890 | 1900 | 1910 | 1920 |
| ---- | ---- | ---- | ---- | ---- | ---- |
| 216  | 166  | 241  | 301  | 341  | 276  |

| 1930 | 1940 | 1950 | 1960 | 1970  | 1980  |
| ---- | ---- | ---- | ---- | ----- | ----- |
| 343  | 357  | 571  | 768  | 1 251 | 1 218 |

| 1990  | 2000  | 2010   | - | - | - |
| ----- | ----- | ------ | - | - | - |
| 1 107 | 1 196 | 11 267 | - | - | - |